# 沙卡手勢

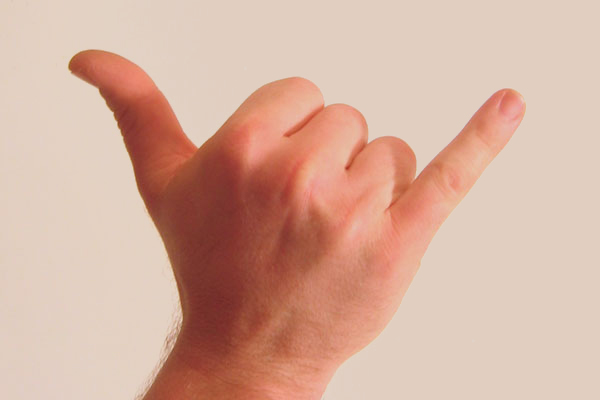
沙卡手勢

沙卡手勢（英語：Shaka sign，又稱恰卡手勢），一個源於夏威夷互相打招呼示好的手勢，做法就是把手的小指和大拇指打出，其餘的手指收起來。沙卡手勢可以表達「你好」、「再見」、「祝你好運」等意思。手勢亦在衝浪文化與南美流行。

## SMS語言
在SMS語言裡，沙卡手勢可以有三種表達方式：「\.../」、「\, /」以及「\m/」。

## 類似手勢

美國手語裡表達「Y」的手勢

- 中國數字手勢的「六」
- 美國手語的「Y」

## 另見
- 揮手
- 搖滾手勢